# Александар Ненадовић (новинар)
Александар Ненадовић (Трбушани, код Чачка, 1927 — Београд, 28. март 2006) био је српски новинар, публициста, некадашњи главни и одговорни уредник београдског листа Политика и један од оснивача новинске агенције Бета, као и сарадник бројних домаћих листова.

## Биографија
Александар Ненадовић је рођен 1927. године у Трбушанима, код Чачка. Новинарством је почео да се бави 1952. године. Ангажован у Политици, најпре у београдској, а потом и културној рубрици. Убрзо након тога, 1953. је прешао у спољну рубрику и постао дописник Политике из Сједињених Америчких Држава и Велике Британије. Такође, у својству специјалног извештача је извештавао и из других земаља. Године 1962. постао је заменик, а 1967. и главни и одговорни уредник Политике. Смењен је након обрачуна са српским либералима, али је у листу остао до формалног пензионисања, 1991. године.
Сарађивао је са бројним листовима, у којима је објављивао чланке и фељтоне: Борба, НИН, Данас и Република.
Године 1992. учествовао је у оснивању новинске агенције Бета и налазио се у њеном Управном одбору. Такође је и један од оснивача Форума за међународне односе при Европском покрету у Србији, те суоснивач новинарске награде „Југ Гризељ”.
У браку са супругом Светланом имао је двоје деце, сина и ћерку.
Преминуо је 28. марта 2006. године у Београду, од последица срчаног удара. Сахрањен је на Новом гробљу у Београду.

## Књиге
Осим новинарством, Ненадовић се бавио и публицистиком. Објавио је неколико књига:
- „Година дана Џона Кенедија”, Београд, 1962.
- „Америка на раскршћу”, Београд, 1984. (коауторство са Душаном Симићем)
- „Разговори с Кочом”, Загреб, 1989.
- „Сећања и коментари”, Београд, 1998. (коауторство са Мирком Тепавцем)
- „Писма Лази — из дневничких записа 1999/2000.”, Београд, 2001.
- „Главни уредник — „Политика” и пад српских либерала, 1969—72.”, Београд, 2003.[1]

## Видите још
- Чистка либерала у Србији